# 73 pułk piechoty (III Rzesza)
73 Pułk Piechoty (niem. Infanterie-Regiment 73, IR 73) – oddział piechoty III Rzeszy.
73 pułk piechoty został sformowany 1 kwietnia 1937 roku przy XI Okręgu Wojskowym. Siedziba pułku znajdowała się w Hanowerze (gdzie stacjonował XI Korpus Armijny). Koszary pułku znajdowały się w Celle, natomiast poligon w Bergen. 12 października 1937 roku pułk wchodził w skład 19 Dywizji Piechoty i brał udział w Kampanii Wrześniowej, już 1 września tocząc zacięte boje z oddziałem wydzielonym z 30 Poleskiej Dywizji Piechoty czyli 83 pp wraz z I dywizjonem 30 pal, szwadronem kawalerii dywizyjnej i 41 kompanią czołgów rozpoznawczych pod dowództwem kpt. Tadeusza Witanowskiego, który uniemożliwił pułkowi i całej 19 Dywizji wykonanie zadania jakim było zajęcie Działoszyna i przepraw na Warcie. W grudniu 1939 roku został przerzucony na zachód i od 10 maja 1940 roku (już po przemianowaniu) brał udział w kampanii przeciw Belgii, Holandii i Francji. 26 listopada 1940 przemianowany został na Schützen-Regiment 73, a 19 Dywizja Piechoty na 19 Dywizję Pancerną. 13 lipca 1942 roku Schützen-Regiment 73 został ponownie przemianowany na Panzergrenadier-Regiment 73.

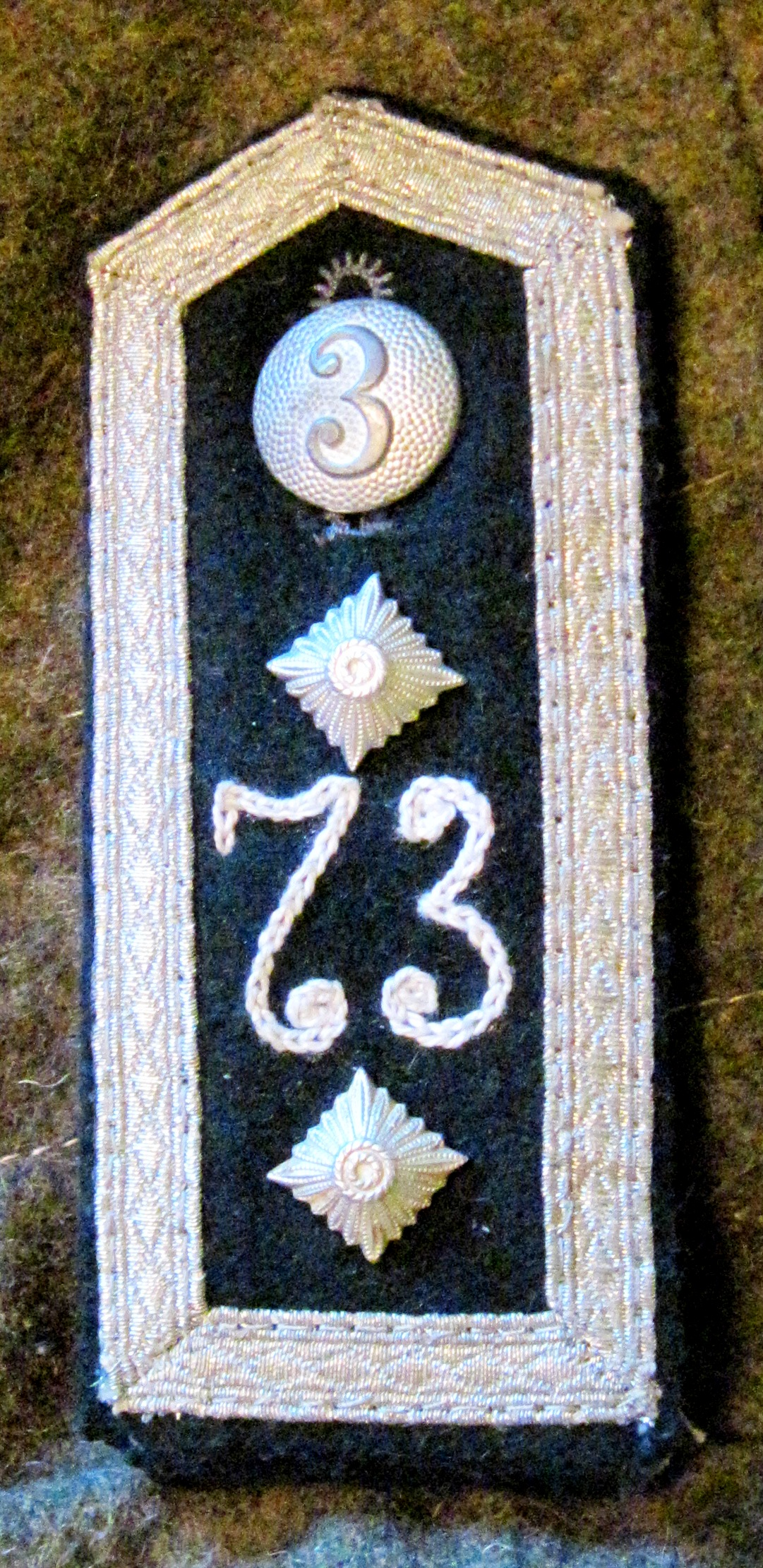
Naramiennik starego typu starszego sierżanta 3 kompanii I batalionu 73 Pułku Piechoty

## Kampania wrześniowa
Pułk niemiecką granicę przekroczył w Radłowie, maszerując w kierunku na Bugaj. Między innymi brał udział w bitwie nad Bzurą i ataku na Warszawę.

### Zbrodnie wojenne
Pułk podczas kampanii wrześniowej najprawdopodobniej przyczynił się do Pacyfikacji wsi Zimnowoda i Parzymiechy. Bestialsko zamordowanych wówczas zostało co najmniej 114 Polaków. O udziale pułku świadczyć może to, że pierwszymi oddziałami, które wkroczyły do wsi, był I batalion tegoż pułku, a w walkach poległ podpułkownik Hoehne (dowódca 73 pułku 19 Dywizji Piechoty), co mogło sprowokować żołnierzy do krwawego odwetu.

## Dowódcy pułku
- Oberst Karl von Oven – 20 kwietnia 1937 do 1 sierpnia 1937;
- Oberst Georg Braun – 1 sierpnia 1937 do 1 października 1938;
- Oberst Walther von Gündell – 1 października 1938 do 26 października 1939;
- Oberst Konrad Menkel – 1 lutego 1940 – 25 sierpnia 1941 (przemianowanie jednostki).

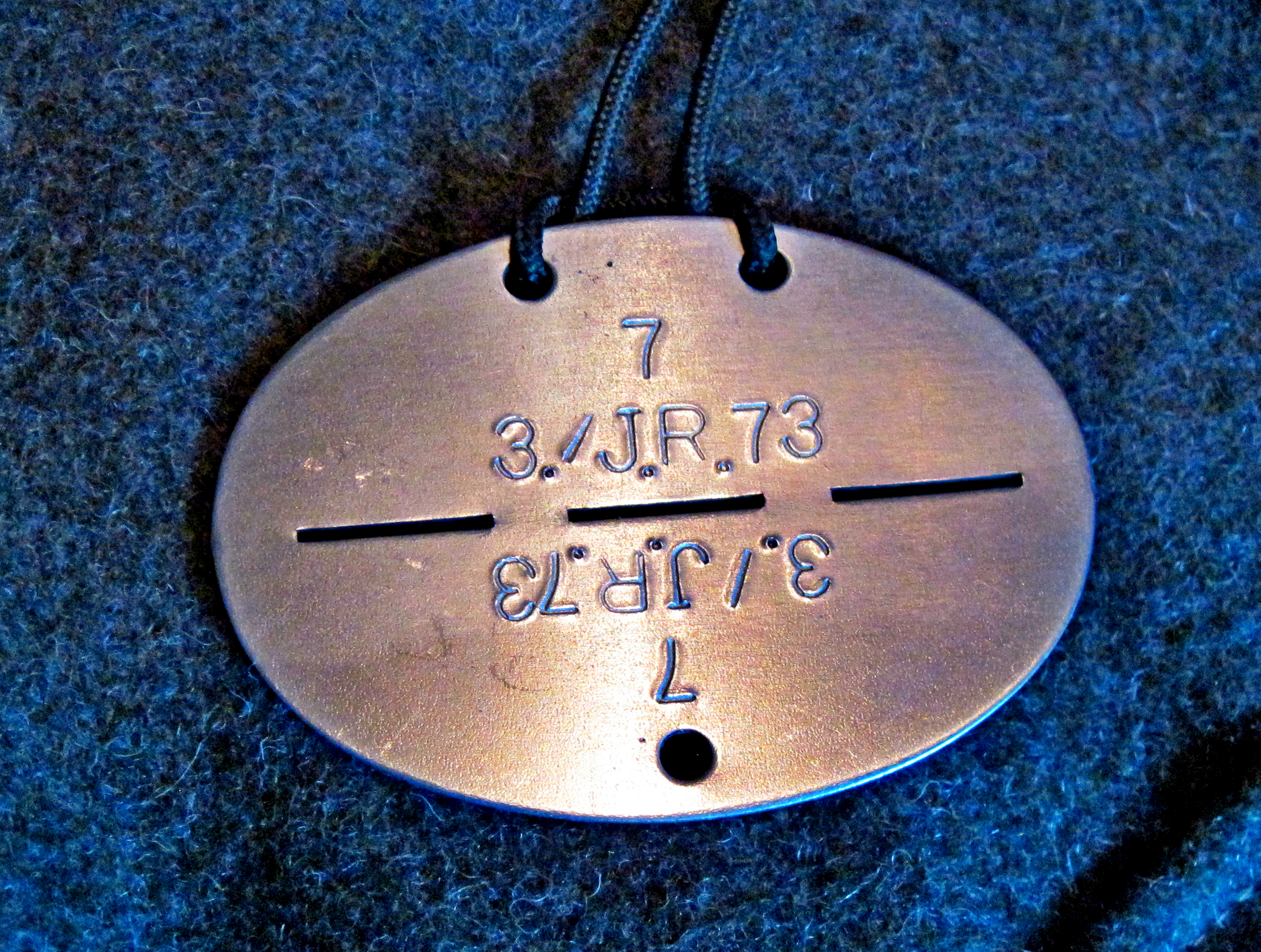
Nieśmiertelnik żołnierza 3 kompanii I/73 pp